# Костноголовый веслоног
Костноголовый веслоног, или костноголовая веслоногая лягушка (лат. Polypedates otilophus) — вид бесхвостых земноводных из семейства веслоногих лягушек.
Общая длина достигает 6,4—9,7 см. Наблюдается половой диморфизм — самки крупнее самцов. Голова более вытянутая, чем широкая, имеет треугольную форму, может быть суженной. Челюсти выступают в сторону, довольно заостренные. Глаза с горизонтальными жёлто-серыми зрачками. Барабанная полость заметна. У самцов имеется горловой резонатор. Позади глаз и барабанной полости присутствует зубчатый, костлявый позвоночник. Туловище крепкое. Кожа спины в целом гладкая, иногда шиповатая. По бокам и на брюхе присутствуют толстые бугорки. Конечности тонкие. 4 пальца с большими дисками-присосками. Перепонки недоразвитые. У самцов имеются серые брачные мозоли.
Окраска спины варьирует от светло-коричневого или серого до желтовато-коричневого или ярко-жёлтого цвета. Многочисленные тонкие чёрные полосы проходят сзади от головы. Паховая область с чёрными линиями и точками, бедра имеют 7—11 узких чёрных полос по передней и задней поверхностям. Брюхо окрашено в кремовый или грязно-белый цвет.
Любит вторичные леса, высокую растительность вблизи стоячих водоёмов. Встречается на высоте до 500 метров над уровнем моря. Ведёт древесный образ жизни. Активен ночью. Питается насекомыми, прежде всего сверчками, и пауками.
Спаривание и размножение происходит в апреле-июне. Самки создают из пены своеобразные гнёзда, куда откладывают яйца. Головастики скатываются в воду, где проходят метаморфоз.
Вид распространён на островах Ява, Калимантан, Суматра.